# Station Biała Podlaska Osobowa
Station Biała Podlaska Osobowa is een spoorwegstation in de Poolse plaats Biała Podlaska.